# جوش كوفمان (موسيقي)
جوش كوفمان (بالإنجليزية: Josh Kaufman)‏ هو موسيقي أمريكي، ولد في 26 مايو 1978 في باترسون في الولايات المتحدة.